# Tabal

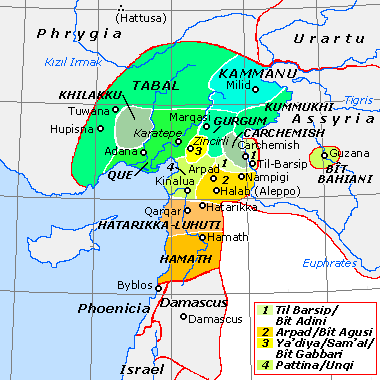
De neo-Hettitische rijkjes rond 800 v.Chr.

Tabal (Ta-ba-li) was een Luwisch neo-Hettitisch koninkrijk ten noordwesten van Malatya in het huidige Turkije. De koningen ervan beschouwden zich als de erfgenamen van het Hettitische Rijk, maar hun macht strekte maar over een deel van Anatolië uit en er waren een aantal concurrerende neo-Hettitische rijkjes zoals Tuwanuwa, Hubušna en Que. Men schreef in het Hiëroglyfenluwisch.
Tabal is de Assyrische aanduiding van een land op de Anatolische hoogvlakte dat in de Bijbel als Tubal voorkomt. De naam leefde mogelijk in de Klassieke tijd voort in de naam van een stam, de Τιβαρηνοί (Tibarenoi), hoewel deze volgens Xenofon aan de kust van de Zwarte Zee woonden. Er lagen in het gebied van Tabal meerdere stadstaten. De hoofdstad, het eigenlijke Tabal, stond in de tijd van Sargon II bekend als Bit Burutaš dat oorspronkelijk een gebied beheerste dat overeenkwam met de huidige provincies Kayseri en Nevşehir. Een andere belangrijke stad van het vorstendom was Tuwana (het klassieke Tyanitis). In het zuidoosten grensde het vorstendom aan de bergen van de Taurus. In het oosten lagen Melid en Til-garimnu. In het zuiden Hilakku en Que. Ten noordwesten lag het rijk van de Frygiërs en in het noordoosten Urartu.
In de tijd van Tiglat-Pileser III (744-727 v.Chr.) breidde Assyrië zijn invloed verder uit over de neo-Hettitische rijkjes en aan het eind van de 8e eeuw waren de meeste opgenomen in het Assyrische Rijk. Tabal bleef echter ondanks interne fragmentatie bestaan als bufferstaat tussen Frygië en Assyrië.
Koning Ambaris maakte (713) van de afwezigheid van Sargon II -op veldtocht in Iran- gebruik, door Que binnen te vallen, dat inmiddels een Assyrische provincie was. De Assyrische reactie was echter erg snel en Sargon viel Tabal binnen, nam Ambaris gevangen en annexeerde Tabal. Midas van Frygië reageerde echter ook snel en Tabal ging weer verloren voor Assur (711). Daarna verraste Midas Sargon door vrede voor te stellen (709). Tabal bleef een bufferstaat.
Er zijn een aantal vorsten van Tabal bekend:
- Ambaris (tot ca. 712)
- Hidi (ca. 690)
- Mugallu (ca. 670)
- x-ussi (ca. 650)[3]

Bit Agusi · Bit-Bahiani · Gurgum · Halab · Hamath · Hatarikka · Hilakku · Kammanu · Karkemis · Kummuh · Pattina · Que · Sam'al · Tabal · Til-Barsip